# Liste des résolutions du Conseil de sécurité des Nations unies adoptées en 2016
Les résolutions du Conseil de sécurité des Nations unies sont les décisions qui sont votées par le Conseil de sécurité des Nations unies.
Une telle résolution est acceptée si au moins neuf des quinze membres (depuis le 17 décembre 1963, 11 membres avant cette date) votent en sa faveur et si aucun des membres permanents qui sont la Chine, les États-Unis, la France, le Royaume-Uni et la Russie n'émet de vote contre (qui est désigné couramment comme un veto).

## Résolutions 2260 à 2269
- Résolution 2260 : La situation en Côte d’Ivoire (adoptée le 20 janvier 2016).
- Résolution 2261 : Lettres identiques datées du 19 janvier 2016, adressées au Secrétaire général et au Président du Conseil de sécurité par la Représentante permanente de la Colombie auprès de l’Organisation des Nations unies (adoptée le 25 janvier 2016).
- Résolution 2262 : La situation en République centrafricaine (adoptée le 27 janvier 2016).
- Résolution 2263 : La situation à Chypre (adoptée le 28 janvier 2016).
- Résolution 2264 : La situation en République centrafricaine (adoptée le 9 février 2016).
- Résolution 2265 : Rapports du Secrétaire général sur le Soudan et le Soudan du Sud (adoptée le 10 février 2016).
- Résolution 2266 : La situation au Moyen-Orient (Yémen) (adoptée le 24 février 2016).
- Résolution 2267 : La situation en Guinée-Bissau (adoptée le 26 février 2016).
- Résolution 2268 : La situation au Moyen-Orient (Syrie) (adoptée le 28 février 2016).
- Résolution 2269 : Tribunal international chargé de juger les personnes accusées de violations graves du droit international humanitaire commises sur le territoire de l’ex-Yougoslavie depuis 1991. Tribunal international chargé de juger les personnes accusées d’actes de génocide ou d’autres violations graves du droit international humanitaire commis sur le territoire du Rwanda et les citoyens rwandais accusés de tels actes ou violations commis sur le territoire d’États voisins entre le 1er janvier et le 31 décembre 1994 (adoptée le 29 février 2016).

## Résolutions 2270 à 2279
- Résolution 2270 : Non-prolifération : république populaire démocratique de Corée (adoptée le 2 mars 2016).
- Résolution 2271 : Rapports du Secrétaire général sur le Soudan et le Soudan du Sud (adoptée le 2 mars 2016).
- Résolution 2272 : Opérations de maintien de la paix des Nations unies (adoptée le 11 mars 2016).
- Résolution 2273 : La situation en Libye (adoptée le 15 mars 2016).
- Résolution 2274 : La situation en Afghanistan (adoptée le 15 mars 2016).
- Résolution 2275 : La situation en Somalie (adoptée le 24 mars 2016).
- Résolution 2276 : Non-prolifération : république populaire démocratique de Corée (adoptée le 24 mars 2016).
- Résolution 2277 : La situation concernant la république démocratique du Congo (adoptée le 30 mars 2016).
- Résolution 2278 : La situation en Libye (adoptée le 31 mars 2016).
- Résolution 2279 : La situation au Burundi (adoptée le 1er avril 2016).

## Résolutions 2280 à 2289
- Résolution 2280 : Rapports du Secrétaire général sur le Soudan et le Soudan du Sud (adoptée le 7 avril 2016).
- Résolution 2281 : La situation en République centrafricaine (adoptée le 26 avril 2016).
- Résolution 2282 : Consolidation de la paix après les conflits (adoptée le 27 avril 2016).
- Résolution 2283 : La situation en Côte d’Ivoire (adoptée le 28 avril 2016).
- Résolution 2284 : La situation en Côte d’Ivoire (adoptée le 28 avril 2016).
- Résolution 2285 : La situation concernant le Sahara occidental (adoptée le 29 avril 2016).
- Résolution 2286 : Protection des civils en période de conflit armé (adoptée le 3 mai 2016).
- Résolution 2287 : Rapports du Secrétaire général sur le Soudan et le Soudan du Sud (adoptée le 12 mai 2016).
- Résolution 2288 : La situation au Libéria (adoptée le 25 mai 2016).
- Résolution 2289 : La situation en Somalie (adoptée le 27 mai 2016).

## Résolutions 2290 à 2299
- Résolution 2290 : Rapports du Secrétaire général sur le Soudan et le Soudan du Sud (adoptée le 31 mai 2016).
- Résolution 2291 : La situation en Libye (adoptée le 13 juin 2016).
- Résolution 2292 : La situation en Libye (adoptée le 14 juin 2016).
- Résolution 2293 : La situation concernant la république démocratique du Congo (adoptée le 23 juin 2016).
- Résolution 2294 : La situation au Moyen-Orient (FNUOD) (adoptée le 29 juin 2016).
- Résolution 2295 : La situation au Mali (adoptée le 29 juin 2016).
- Résolution 2296 : Rapports du Secrétaire général sur le Soudan et le Soudan du Sud (adoptée le 29 juin 2016).
- Résolution 2297 : La situation en Somalie (adoptée le 7 juillet 2016).
- Résolution 2298 : La situation en Libye (adoptée le 22 juillet 2016).
- Résolution 2299 : La situation concernant l’Iraq (adoptée le 25 juillet 2016).

## Résolutions 2300 à 2309
- Résolution 2300 : La situation à Chypre (adoptée le 26 juillet 2016).
- Résolution 2301 : La situation en République centrafricaine (adoptée le 26 juillet 2016).
- Résolution 2302 : Rapports du Secrétaire général sur le Soudan et le Soudan du Sud (adoptée le 29 juillet 2016).
- Résolution 2303 : La situation au Burundi (adoptée le 29 juillet 2016).
- Résolution 2304 : Rapports du Secrétaire général sur le Soudan et le Soudan du Sud (adoptée le 12 août 2016).
- Résolution 2305 : La situation au Moyen-Orient (FINUL) (adoptée le 30 août 2016).
- Résolution 2306 : Tribunal international chargé de juger les personnes accusées de violations graves du droit international humanitaire commises sur le territoire de l’ex-Yougoslavie depuis 1991 (adoptée le 6 septembre 2016).
- Résolution 2307 : Lettres identiques datées du 19 janvier 2016, adressées au Secrétaire général et au Président du Conseil de sécurité par la Représentante permanente de la Colombie auprès de l’Organisation des Nations unies (S/2016/53) (adoptée le 13 septembre 2016).
- Résolution 2308 : La situation au Libéria (adoptée le 14 septembre 2016).
- Résolution 2309 : Menaces contre la paix et la sécurité internationales résultant d’actes de terrorisme: Sécurité aérienne  (adoptée le 22 septembre 2016).

## Résolutions 2310 à 2319
- Résolution 2310 : Maintien de la paix et de la sécurité internationales (adoptée le 23 septembre 2016).
- Résolution 2311 : Recommandation sur la nomination du Secrétaire général de l’Organisation des Nations unies (adoptée le 6 octobre 2016).
- Résolution 2312 : Maintien de la paix et de la sécurité internationales (adoptée le 6 octobre 2016).
- Résolution 2313 : La question concernant Haïti (adoptée le 13 octobre 2016).
- Résolution 2314 : La situation au Moyen-Orient (Syrie) (adoptée le 31 octobre 2016).
- Résolution 2315 : La situation en Bosnie et Herzégovine (adoptée le 8 novembre 2016).
- Résolution 2316 : La situation en Somalie (adoptée le 9 novembre 2016).
- Résolution 2317 : La situation en Somalie (adoptée le 10 novembre 2016).
- Résolution 2318 : Rapports du Secrétaire général sur le Soudan et le Soudan du Sud (adoptée le 15 novembre 2016).
- Résolution 2319 : La situation au Moyen-Orient (Syrie)  (adoptée le 17 novembre 2016).

## Résolutions 2320 à 2329
- Résolution 2320 : La coopération entre les Nations unies et les organisations régionales et sous-régionales dans le maintien de la paix et la sécurité internationales (adoptée le 18 novembre 2016).
- Résolution 2321 : Non-prolifération : république populaire démocratique de Corée (adoptée le 30 novembre 2016).
- Résolution 2322 : Menaces contre la paix et la sécurité internationales résultant d’actes de terrorisme (adoptée le 12 décembre 2016).
- Résolution 2323 : La situation en Libye (adoptée le 13 décembre 2016).
- Résolution 2324 : Hommage au Secrétaire général sortant (adoptée le 14 décembre 2016).
- Résolution 2325 : Non-prolifération des armes de destruction massive (adoptée le 15 décembre 2016).
- Résolution 2326 : Rapports du Secrétaire général sur le Soudan et le Soudan du Sud (adoptée le 15 décembre 2016).
- Résolution 2327 : Rapports du Secrétaire général sur le Soudan et le Soudan du Sud (adoptée le 16 décembre 2016).
- Résolution 2328 : La situation au Moyen-Orient (Syrie) (adoptée le 19 décembre 2016).
- Résolution 2329 : Tribunal international chargé de juger les personnes accusées de violations graves du droit international humanitaire commises sur le territoire de l’ex Yougoslavie depuis 1991  (adoptée le 19 décembre 2016).

## Résolutions 2330 à 2336
- Résolution 2330 : La situation au Moyen-Orient (FINUL) (adoptée le 19 décembre 2016).
- Résolution 2331 : Maintien de la paix et de la sécurité internationales (adoptée le 20 décembre 2016).
- Résolution 2332 : La situation au Moyen-Orient (Syrie) (adoptée le 21 décembre 2016).
- Résolution 2333 : La situation au Libéria (adoptée le 23 décembre 2016).
- Résolution 2334 : La situation au Moyen-Orient, y compris la question palestinienne (adoptée le 23 décembre 2016).
- Résolution 2335 : La situation concernant l’Iraq (adoptée le 30 décembre 2016).
- Résolution 2336 : La situation au Moyen-Orient (Syrie) (adoptée le 31 décembre 2016).